# Generación de la Sangre
Generación de la Sangre fue una agrupación de jóvenes escritores salvadoreños que iniciaron su actividad literaria en los primeros años de la década del 2000.

## Reseña biográfica
Jóvenes universitarios y de secundaria, de grupos literarios de diferentes ciudades (Soyapango, San Salvador y Quezaltepeque), se reunieron en «encuentros nacionales» en 2005, 2008 y 2010. Se autodenominaron Generación de la Sangre haciendo referencia a su arraigo étnico identitario, de ahí que entre sus influencia iniciales se encuentren autores nacionales que han trabajo el tema de la identidad salvadoreña, como: Salarrué, Claudia Lars, Pedro Geoffroy Rivas, Roque Dalton, entre otros. Tanto la Generación, como algunos grupos que la formaron, acabaron por desintegrarse después de 2010. La investigadora Tania Pleitez hace un listado de éstos y sus integrantes.

## Participantes
Los participantes más notables son profesionales académicos que continúan en actividades culturales. Algunos son: Antonio Casquín(Quezaltepeque 1964)poeta y escritor,  Ilich Rauda (1982), médico con maestría en salud pública, Secretario de la Asociación de Médicos Escritores “Alberto Rivas Bonilla”; Alexander Hernández (1987), licenciado en letras y maestro en estudios de cultura centroamericana, Director de la Revista Cultural Malabrar del Ministerio de Cultura de El Salvador; Francisca Alfaro (1984), licenciada en letras y egresada de la maestría en estudios de cultura centroamericana, docente en el Liceo Salvadoreño y Universidad de El Salvador; Carlos Teshcal (1990), escritor y también pintor, egresado de licenciatura en ciencias jurídicas, Director de Publicaciones Papalotl. Otros participantes son: Jesús Martínez (1985), médico psiquiatra; Soledad Quetzaltepec (1991) egresada de licenciatura en historia y docente; Carlos Anchetta (1982), novelista y guionista; Antonio Teshcal (1984), médico veterinario y catedrático; Ana Mina (1986), licenciada en letras y docente; entre otros.

## Distinciones
Obtuvieron premios en certámenes literarios los siguientes escritores:
- Jesús Martínez. Primer Lugar del IV Certamen Letras Nuevas (poesía, 2009).
- Antonio Teshcal. Premio único XVIII Juegos Florales de Santa Ana (poesía, 2009), Ganador en III Certamen de Literatura Infantil “Maura Echeverría” [8] (narrativa, 2019).
- Alexander Hernández. Premio único en los Juegos Florales de Zacatecoluca[9] (poesía, 2013), Ganador en II Certamen de Literatura Infantil “Maura Echeverría”[10][11] (poesía, 2018).
- Francisca Alfaro. Premio único de los XXXVII Juegos Florales de Zacatecoluca[12][13] (poesía, 2014).
- Carlos Anchetta.Ganador de los XXIX Juegos Florales de Cojutepeque (novela, 2016), Premio Juegos Florales Hispanoamericanos (novela, 2018).
- Ilich Rauda.Ganador de los XXV Juegos Florales de Usulután[4][14] (cuento infantil, 2017).

## Obras
La Generación de la Sangre no editó ninguna obra como grupo. Algunos participantes, además de publicar en periódicos y revistas, han publicado libros.

### Obras individuales
- Viaje al centro del sueño[15] (poesía, 2013) de Alexander Hernández.
- Ficción de amor[16] (poesía, 2014) de Francisca Alfaro.
- Crujir de pájaros[17][18] (poesía, 2015) de Francisca Alfaro.
- Maíz del corazón[19][20][21] (poesía, 2016) de Ilich Rauda.
- La máscara de Abaddón (novela, 2017) de Carlos Anchetta.
- Aventuras en los antiguos reinos del misterio (narrativa, 2018) de Ilich Rauda.
- Las editoriales independientes en El Salvador: 2006-2016[22] (Master thesis, 2019) de Alexander Hernández.
- Los príncipes (novela, 2019) de Carlos Anchetta.

### Obras colectivas
- Antología Poética (poesía, 2009) de Carlos Teshcal y Antonio Teshcal y Antonio casquín-Teschal
- Epigramario[23] (poesía, 2011) de Ilich Rauda, Francisca Alfaro y Jesús Martínez y Antonio Casquín.
- Selección Narrativa (Narrativa, 2016) de Ilich Rauda, Francisca Alfaro, Jesús Martínez, Carlos Teshcal y Soledad Quetzaltepec.
- Universos[24] (poesía, 2017) de Carlos Teshcal y Soledad Quetzaltepec.

### Antologías que los incluyen
- Tzuntekwani[25] (poesía, 2016). Ilich Rauda, Francisca Alfaro, Jesús Martínez, Ana Mina.
- Letras sin frontera III (poesía, 2017). Ilich Rauda, Francisca Alfaro, Carlos Teshcal.
- Dos Naciones en Versos IV (poesía, 2017). Ilich Rauda.